# Ophiactis lymani
Ophiactis lymani är en ormstjärneart som beskrevs av Ljungman 1872. Ophiactis lymani ingår i släktet Ophiactis och familjen bandormstjärnor. Inga underarter finns listade i Catalogue of Life.